# Helga Johansen
Helga Johansen (født 12. oktober 1852 i København, død 25. december 1912) var en dansk forfatter, hvis forfatterskab litteraturhistorisk set hører til det moderne gennembrud.

## Liv
Hun var datter af grosserer og klokker ved Trinitatis Kirke Frederik Christoph Johansen og Camilla Olivia Petrine Jepsen og søster til maleren Viggo Johansen. Hun forblev ugift livet igennem.
Igennem broren, Viggo Johansen, var hun tilknyttet inderkredsen i det moderne kunstnermiljø i København omkring Georg Brandes, med hvem hun havde en lang brevveksling. Foruden selvstudier i hebraisk og filosofi tog Helga Johansen lærereksamen i 1879 fra Beyers, Bohrs og Femmers Kursus og arbejdede derefter periodevis som underviser. Hun måtte i 1880'erne et par gange indlægges til behandling for psykisk sygdom; oplevelser, som hun senere skildrede i sine romaner. Hun debuterede i 1896 under pseudonymet et fruentimmer med romanen Rids, tre monologer. Senere kom Hinsides, 1900, og Brev til Menneskene, 1903, under pseudonymet Hannah Joël. Med sin insisteren på sprogligt at fastholde og afspejle det syge menneskes sind i sine værker, rækker de ud over de naturalistisk æstetiske dogmer.
Helga Johansens forfatterskab har oplevet fornyet interesse med genudgivelsen af Hinsides under hendes rigtige navn på Forlaget Gladiator i 2013.

## Værker
- Rids, tre monologer, 1896.
- Hinsides, 1900.
- Brev til Menneskene, 1903.